# 2. armada (Kraljevina Madžarska)
Za druge 2. armade glejte 2. armada.
2. armada je bila ena izmed treh armad Kraljeve madžarske kopenske vojske med drugo svetovno vojno.

## Zgodovina
2. armada je bila ustanovljena 1. marca 1940. Armada je sodelovala pri aneksiji Transilvanije in v bojih v Rusiji leta 1942 in v bitki za Stalingrad.

## Organizacija
30. maj 1941
- poveljstvo
- 4. korpus
- 5. korpus
- 6. korpus

1. julij 1942
- 3. korpus
- 4. korpus
- 7. korpus
- 1. oklepna divizija

10. avgust 1943
- poveljstvo
- 1. korpus
- 2. korpus
- 7. vojaško okrožje

## Poveljstvo
Poveljnik
- Altábornagy Gusztáv Jány (1. marec 1940 – 5. avgust 1943)
- Altábornagy Géza Lakatos (5. avgust 1943 – 1. april 1944)
- Altábornagy Lajos Veress (1. april 1944 – 16. oktober 1944])
- Altábornagy Jenő Major (16. oktober 1944 – 13. november 1944)